# Cañete (Espagne)
Pour les articles homonymes, voir Cañete.
Pour la commune du Chili, voir Cañete (Chili).
Cañete est une municipalité espagnole de la province de Cuenca, dans la région autonome de Castille-La Manche.

## Personnalités liées
- Manuel Polo y Peyrolón (1846-1918), essayiste et homme politique espagnol y est né